# Alfredo V. Bonfil, Quintana Roo
Alfredo V. Bonfil är en ort i Mexiko.   Den ligger i kommunen Benito Juárez och delstaten Quintana Roo, i den östra delen av landet, 1 300 km öster om huvudstaden Mexico City. Alfredo V. Bonfil ligger 7 meter över havet och antalet invånare är 10 153.
Terrängen runt Alfredo V. Bonfil är mycket platt, och sluttar österut.  Närmaste större samhälle är Cancún, 9,6 km norr om Alfredo V. Bonfil.